# Druga čečenska vojna
Druga čečenska vojna je bila oborožen spopad med Rusko federacijo in Čečenijo. Vojna se je začela konec avgusta 1999 kot ruski odgovor na čečenski napad na Dagestan in teroristične napade po Rusiji. Tako kot prvo čečensko vojno je tudi drugo zaznamovalo zimsko obleganje Groznega, ko je mesto februarja 2000 padlo, so ruske sile izvedle obsežno vojaško operacijo in zasedle celotno Čečenijo vključno s severnim Kavkazom, ki je veljal za trdnjavo čečenskih upornikov. Obsežne vojaške operacije so se s popolno rusko zmago zaključile maja istega leta. Po tem obdobju so v Čečeniji potekale le še protiteroristične operacije, ki so se uradno končale sredi aprila 2009.

## Predhodni dogodki
Prva čečenska vojna se je uradno končala konec avgusta 1996 s podpisom premirja v dagestanskem Hasavjurtu. Čeprav se je vojna končala s popolno čečensko zmago v tej brutalni vojni, ki je trajala od decembra 1994 do konca poletja 1996, dejansko ni bilo pravega zmagovalca. Izgube so bile na obeh straneh strašanske, preko 300.000 mrtvih, ranjenih in pogrešanih ter ogromna gospodarska škoda od katere si Čečenija še zdaj ni popolnoma opomogla. Vojna je pokazala vse slabosti novonastale ruske vojske in ruskega političnega vrha. Ker je bila vojna izredno dobro medijsko pokrita, so krvavi spopadi šokirali rusko javnost in svet tako, da je ta zahtevala njeno končanje in s tem preprečila, da ni ruska vojska v Čečeniji dobesedno izkrvavela.
Po navideznem premirju sta se obe strani trudili vzpostaviti normale odnose, prišlo je do številnih humanitarnih in gospodarskih sporazumov, ki pa zaradi vojnega sovraštva niso imeli pravega učinka.  Vojna je Čečenijo pustila v stanju popolnega uničenja, ker države ni nihče priznal, izjemi sta bili le Afganistan in Gruzija, se je ta znašla med t. i. odpadniškimi državami. Država je ostala brez kakršne koli javne infrastrukture, dela ni bilo mogoče dobiti, zato se je začel širiti črni trg  in brezvladje. Februarja 1997 je bil za predsednika države izvoljen Aslan Mushadov, eden izmed treh glavnih akterjev vojne. Po izvolitvi se je kmalu izkazalo, da je brez prave moči, saj ljudje niso odgovarjali izvoljeni vladi temveč lokalnim vodjem, lokalnim oboroženim skupinam in gospodarjem vojne, zaradi česar je bilo nemogoče doseči kakršen koli dogovor. V času njegovega predsedovanja je bilo nanj izvedenih več neuspelih atentatov, ki naj bi bili delo ruske obveščevalne službe. Razglasitev svete vojne in finančna pomoč iz muslimanskih držav sta v državi na stežaj odprli vrata islamizaciji, v državo so se začeli priseljevati Vahabiti. Uvedeno je bilo strogo šeriatsko pravo, ki pa ga sicer večinsko muslimansko prebivalstvo ni bilo vajeno. Legitimna oblast je imela popolni nadzor le v okolici glavnega mesta Grozni, glavna nasprotnika oblasti sta bila muslimanska ekstremista Arbi Barajev in Salman Radujev, ki sta vodila tudi različne kriminalne združbe. Ena izmed teh se je ukvarjala z ugrabitvami, ki je postal najbolj donosen posel po končani vojni. Med letoma 1996 in 1999 je bilo v Čečeniji in sosednjih republikah ugrabljenih okoli 1.300 ljudi, izkupiček iz te dejavnosti pa je znašal preko 200 milijonov dolarjev. Najbolj odmevna je bila ugrabitev štirih zahodnih delavcev leta 1998, ki se je po posredovanju vladne vojske končala z njihovo smrtjo.  
Kljub končanju prve vojne in poizkusih umiritve razmer so bili odnosi med Rusijo in Čečenijo skrajno napeti. Razmere pa so se še poslabšale marca 1999 ko je bil v Groznem ugrabljen ruski general Genadij Špigun. Po tem incidentu se razmere niso več umirile in se je kriza samo še stopnjevala. Med avgustom in septembrom so čečenske oborožene skupine pod vodstvom Šamila Basajeva napadle sosednji Dagestan, ki ga je varovala ruska vojska, ob meji je prišlo do številnih spopadov na katere so Rusi odgovorili z letalskimi in kopenskimi napadi, na dagestanske in čečenske obmejne kraje.  Vrhunec krize med državama, pa je bil dosežen konec avgusta in v prvi polovici septembra 1999 ko je v Moskvi, Volgodonsku in Bujnaksku prišlo do serije bombnih napadov, ki so za seboj pustili 293 mrtvih in več kot 1.000 ranjenih civilistov. Čeprav ruske oblasti nikoli niso zanesljivo odkrile krivca (napad naj bi neuradno izvedla ruska obveščevalna služba, da bi sprožila novo vojno proti Čečeniji), so bili bombni napadi glavni povod za novo vojno med Čečenijo in Rusijo.

## Vojna
Vojna se je začela konec avgusta in v začetku septembra 1999 z masovnimi letalskimi napadi na čečensko vojsko in čečenske paravojaške skupine, ki so napadle sosednji Dagestan. Bombni napadi so z domov pregnali več kakor 100.000 civilistov, ki so se zatekli v sosednjo Ingušetijo. Do sredine septembra so ruske sile že zasedle mejo med državami in se začele pripravljati na napad, ki pa so ga v poveljstvu ruske vojske, zaradi velikih izgub ki bi nastale med spopadom, močno odsvetovali. Medtem je meja med državama postajala vedno bolj nemirna, neprestano je prihajalo do spopadov ruski vojski pa je uspelo zasesti nekaj čečenskega ozemlja.
Prvega oktobra 1999 je novo izvoljeni ruski premier Vladimir Putin razglasil, da je čečenska vlada skupaj s predsednikom Mashadovom nelegitimna s tem je ruski vojski dal dovoljenje, da je začela prodirati v notranjost Čečenije. Sprva je bil cilj vojske reka Terk, s hitrim prodor do te reke bi zasedli severno tretjino Čečenije in ustvarili nekakšno tamponsko območje, ki bi čečenskim oboroženim skupinam preprečevala vpade v sosednje republike. Rusi so reko dosegli 5. oktobra, čečenski predsednik  Mashadov je Rusom ponudil premirje, ki pa so ga ti zavrnili. Za razliko od prve čečenske vojne Čečenom tokrat ni kazalo dobro, Rusi so se na vojno dobro pripravili in niso več ponavljali napak iz prve vojne. V notranjost Čečenije so napredovali počasi in ob močni podpori topništva in letalstva. Dvanajstega oktobra so prekoračili reko Terk in začeli napredovati proti Groznemu. V Groznem in osrednji Čečeniji je medtem nastala panika, ljudje so začeli zapuščati domove in bežati v sosednje republike. Val beguncev je za Ruse predstavljal veliko nevarnost saj se je v prejšnji vojni dogajalo, da so se čečenski uporniki pomešali med begunce in se tako prebili za bojno črto kjer so nato izvajali različne napade. Rusi so težavo z begunci rešili s posebnimi taborišči kjer so preverili in preiskali vse begunce.
Petnajstega oktobra je Grozni prišel v domet ruskih topov. Rusi so mesto obkolili in ga zasuli za granatami. Bombardiranje je bilo v naslednjih dneh tako silovito, da v centru mesta ni ostala cela niti ena zgradba. Združeni narodi so leta 2003 Grozni razglasili za najbolj uničeno mesto po drugi svetovni vojni. Mesto je po srditih bojih za vsako hišo in ulico padlo v ruske roke 2. februarja 2000. Med boji je padlo 368 ruskih vojakov ter 1.400 čečenskih upornikov in vojakov. Čeprav je bila zmaga za rusko stran popolna je bila cena za zmago visoka. Konec januarja je v javnost prišlo poročilo v katerem je bilo navedeno da je ruska vojska od oktobra do konca januarja 2000 izgubila 1.173 vojakov.
Za razliko od prve čečenske vojne je bila druga vojna slabo novinarsko pokrita saj se je ruska vojska in administracija na vse moči trudila, da bi preprečila odtekanje informacij o dogodkih na bojišču, ki bi škodljivo vplivali na rusko in svetovno javno mnenje. Kljub temu pa so iz bojišča prihajali šokantni podatki o civilnih žrtvah, ki so bile posledica ne selektivnih ruskih napadov. Najbolj odmeven je bil raketni napad na mesto Šali v katerem je umrlo 150 civilistov, raketnemu napadu je sledil še helikopterski napad, ki je povzročil še dodatne žrtve med civilisti. Veliko žrtev so povzročila tudi t. i. posebna orožja kot so bile balistične rakete in termobarične bombe.
Po končanih bojih za Grozni se je ruska vojska usmerila proti goratemu jugu Čečenije, ki je predstavljal oporišče čečenskih oboroženih skupin. Tako kot celotno vojno je tudi bitko za južni del Čečenije zaznamovalo masovno bombardiranje čečenskih položajev okoli mest Argun, Vedeno in Šatoj, kateremu je nato sledil še napad posebnih ruskih enot kot so bile padalci in specnaz, ki so čečenskim skupinam zadali hud udarec. Devetindvajsetega februarja 2000 je general Genadij Trošov, poveljnik ruskih sil na severnem Kavkazu objavil, da so se velike vojaške operacije končale ter da se začenja vojna proti posameznim oboroženim skupinam, ki so se razkropile po celotni Čečeniji. Izjava ruskega generala o končanju vojne je bila preuranjena, saj so v naslednjih mesecih sledili krvavi napadi na ruske konvoje. Eden izmed takih je bil napad na konvoj ruskih vojakov v južni Čečeniji, ki je predstavljal trdnjavo čečenskih opornikov, izgube so bile visoke na obeh straneh. Čečenski upor je začel slabeti šele z decembrsko rusko ofenzivo, leta 2000.

## Dogodki po vojni
V letih, ki so sledila vojni so se razmere v Čečeniji počasi umirjale kljub temu pa je prihajalo do številnih spopadov med ruskimi varnostnimi silami in čečenskimi paravojaškimi skupinami. Do spopadov je v glavnem prihajalo v južnem goratem predelu Čečenije kjer so visoki hribi in gozdovi dajali zavetje upornikom. Čečenske oborožene skupine so po navadi napadale ruske vojaške in policijske konvoje ter konvoje za oskrbo ruskih oboroženih enot. Pogosti so bili tudi napadi z improviziranimi eksplozivnimi sredstvi občasno pa je prihajalo tudi večjih oboroženih napadov na ruske postojanke. Rusi so na vsaka napad odgovorili z masovnim topniškim in letalskim napadom po potrebi pa so uporabili tudi enota za specialno delovanje, ki so uničile čečenske oborožene skupine. Kot velika prednost za rusko stran se je izkazala uporaba najemnikov in posebnih enot, ki so bile posebej usposobljene za boj proti t. i. nevidnemu nasprotniku. Zaradi vse pogostejših ruskih napadov so se čečenske uporniške skupine razkropile po vsem severnem Kavkazu tudi izven Čečenije in tam izvajale napade na ruske varnostne enote in vojake.
Vojna pa se ni omejila le na Čečenijo ampak seje razširila po celotni Rusiji. Med letoma 2000 in 2011 je bila Rusija priča več kot 40 bombnih in samomorilskih napadov, ki so terjali življenja več sto civilistov. Najbolj odmeven je bil uspeli bombni napad na čečenskega predsednika Ahmada Kadirova 9. maja 2004. Svetovno odmevni pa sta bili krizi s talci v moskovskem gledališču in šoli v Beslanu. Krizi sta se po posredovanju ruskih posebnih enot razpletli krvavo z več sto smrtnimi žrtvami med civilisti.
V letih, ki so sledila vojni, so Rusi veliko sredstev vložili za stabilizacijo celotnega območja Kavkaza. Po letu 2005 je število napadov na ruske varnostne sile začelo padati, k temu so pripomogle tudi posebne operacije v katerih so ruske posebne enote eliminirale ključne akterje obeh čečenskih vojen. Konec marca 2009 ruski predsednik Medvedjev oznanil konec operacij v Čečeniji. Uradno so se protiteroristične operacije v Čečeniji končale 16. aprila 2009.

## Žrtve in škoda
Podatki o žrtvah in škodi se razlikujejo. Po nekaterih podatkih so ruske sile v Čečeniji izgubile preko 7.000 vojakov in varnostnih sil, čečenske izgube so bile dosti višje v bojih naj bi življenje izgubilo preko 16.000 čečenskih upornik. Najbolj je trpelo civilno prebivalstvo, v drugi vojni naj bi umrlo kar 50.000 čečenskih civilistov katerim pa moramo prišteti še okoli 600 civilistov iz okoliških regij, ki so bile žrtve nasilja ene ali druge strani. Po ruskih ocenah naj bi obe vojni terjali smrt okoli 160.000 vojakov in 150.000 do 200.000 civilistov.
Med vojno je veliko škode utrpela tudi gospodarska infrastruktura. Uničena so bila cela mesta in vasi cestno in železniško omrežje je bilo v razsulu. Največ škode je utrpelo glavno mesto Grozni, ki je bilo po končanih bojih videti kot Stalingrad iz leta 1944. Leta 2003 so Združeni narodi Grozni razglasili za najbolj uničeno mesto na svetu po drugi svetovni vojni. Zaradi bombardiranj rafinerij ter naftnih in plinskih polj je prišlo do razlitja nafte in onesnaženja kmetijskih površin. Dve vojni sta za seboj postili tudi številna neoznačena minska polja in neeksplodirana ubojna sredstva.
Vojni sta korenito posegli tudi v življenja ljudi. Deset let po vojni je brezposelnost še vedno visoka (okoli 30%), življenjski standard ljudi je nizek, posledica tega pa je nizka življenjska doba, ki je ena izmed najnižjih v Rusiji. Veliko je tudi psihičnih in fizičnih bolezni, ki so neposredno povezane z vojno. Življenje ljudi še dodatno otežuje zdravstvo, ki zaradi posledic vojne škode deluje na osnovni ravni. Zaradi pomanjkanja stanovanj in ostale infrastrukture je v državi veliko brezdomcev in klatežev. Čeprav je bilo v zadnjih letih veliko sredstev vloženih v normalizacijo razmer (izgradnja javne infrastrukture, stanovanje,...), bo Čečenija potrebovala še vrsto let, da se bo otresla posledic vojne.